# Psalm 130

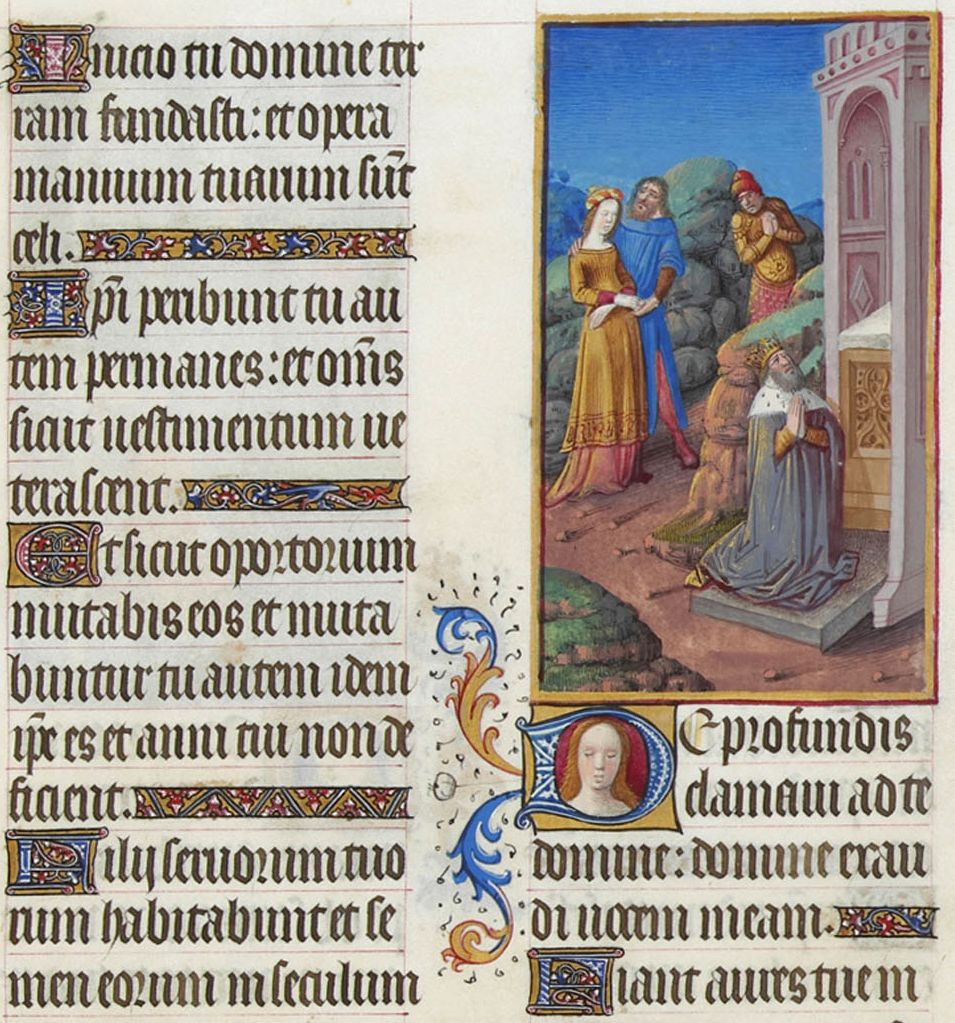
Stundenbuch Très Riches Heures, Folio 70r. Rechte Spalte: De profundis (Psalm 130).

Psalm 130  (Vulgata: 129) beginnt mit den Worten „Aus der Tiefe rufe ich, Herr, zu dir“. Nach den lateinischen Anfangsworten wird er auch De profundis genannt. Er zählt zu den Bußpsalmen und zu den traditionellen Totengebeten der katholischen Kirche. Er wird unter anderem im Begräbnisritus rezitiert.

## Text
| Vers | Hebräisch                                           | Koine | Latein (4. Jh.)                                                                                                | Lutherdeutsch (16. Jh.)                                                                     | Gegenwartsdeutsch                                                                                               | | Latein (1986)                                                                             |
| ---- | --------------------------------------------------- | --- | --- | ------------------------------------------------------------------------------------------- | --- | --- | ----------------------------------------------------------------------------------------- |
|      | תהילים פרק קל (textus receptus, Ps 130,1–8 )        | ψαλμός 129,1–8 (Septuaginta, Ps 129,1–8 )                                                                             | Psalm 129,1–8 (Vulgata, Ps 129,1–8 )                                                                           | Psalm 130,1–8 (Lutherbibel)                                                                 | Psalm 130,1–8 (Einheitsübersetzung)                                                                             | Psalm 130,1–8 (Revidierte Einheitsübersetzung, Ps 130,1–8 )                                                 | Psalm 130,1–8 (Nova Vulgata Bibliorum Sacrorum Editio)                                    |
| 1    | א שִׁיר הַמַּעֲלוֹת מִמַּעֲמַקִּים קְרָאתִיךָ יְהוָה׃                   | 1 ᾠδὴ τῶν ἀναβαθμῶν ἐκ βαθέων ἐκέκραξά σε κύριε                                                                       | 1 Canticum graduum. De profundis clamavi ad te, Domine;                                                        | 1 Ein Lied im höhern Chor. Aus der tieffen / Ruffe ich HERR zu dir.                         | 1 [Ein Wallfahrtslied.] Aus der Tiefe rufe ich, Herr, zu dir: /                                                 | 1 Ein Wallfahrtslied. Aus den Tiefen rufe ich, HERR, zu dir:                                                | 1'Canticum ascensionum. De profundis clamavi ad te, Domine;                               |
| 2    | ב אֲדֹנָי שִׁמְעָה בְקוֹלִי תִּהְיֶינָה אָזְנֶיךָ קַשֻּׁבוֹת לְקוֹל תַּחֲנוּנָי׃   | 2 κύριε εἰσάκουσον τῆς φωνῆς μου γενηθήτω τὰ ὦτά σου προσέχοντα εἰς τὴν φωνὴν τῆς δεήσεώς μου                         | 2 Domine, exaudi vocem meam. Fiant aures tuae intendentes in vocem deprecationis meae.                         | 2 HERR höre meine Stimme / Las deine Ohren mercken auff die stimme meines flehens.          | 2 Herr, höre meine Stimme! Wende dein Ohr mir zu, / achte auf mein lautes Flehen!                               | 2 Mein Herr, höre doch meine Stimme! Lass deine Ohren achten auf mein Flehen um Gnade.                      | 2 Domine, exaudi vocem meam. Fiant aures tuae intendentes in vocem deprecationis meae.    |
| 3    | ג אִם עֲוֹנוֹת תִּשְׁמָר יָהּ אֲדֹנָי מִי יַעֲמֹד׃                    | 3 ἐὰν ἀνομίας παρατηρήσῃ κύριε κύριε τίς ὑποστήσεται                                                                  | 3 Si iniquitates observabis, Domine, Domine, quis sustinebit?                                                  | 3 So du wilt HERR Sünde zu rechen? HERR / Wer wird bestehen?                                | 3 Würdest du, Herr, unsere Sünden beachten, / Herr, wer könnte bestehen?                                        | 3 Würdest du, HERR, die Sünden beachten, mein Herr, wer könnte bestehn?                                     | 3 Si iniquitates observaveris, Domine, Domine, quis sustinebit?                           |
| 4    | ד כִּי עִמְּךָ הַסְּלִיחָה לְמַעַן תִּוָּרֵא׃                          | 4 ὅτι παρὰ σοὶ ὁ ἱλασμός ἐστιν                                                                                        | 4 Quia apud te propitiatio est; et propter legem tuam sustinui te, Domine. Sustinuit anima mea in verbum eius; | 4 Denn bey dir ist die Vergebung / Das man dich fürchte.                                    | 4 Doch bei dir ist Vergebung, / damit man in Ehrfurcht dir dient.                                               | 4 Doch bei dir ist Vergebung, damit man in Ehrfurcht dir dient.                                             | 4 Quia apud te propitiatio est, ut timeamus te.                                           |
| 5    | ה קִוִּיתִי יְהוָה קִוְּתָה נַפְשִׁי וְלִדְבָרוֹ הוֹחָלְתִּי׃               | 5 ἕνεκεν τοῦ νόμου σου ὑπέμεινά σε κύριε ὑπέμεινεν ἡ ψυχή μου εἰς τὸν λόγον σου                                       | 5 speravit anima mea in Domino.                                                                                | 5 Jch harre des HERRN / meine Seele harret / Vnd ich hoffe auff sein Wort.                  | 5 Ich hoffe auf den Herrn, es hofft meine Seele, / ich warte voll Vertrauen auf sein Wort.                      | 5 Ich hoffe auf den HERRN, es hofft meine Seele, ich warte auf sein Wort.                                   | 5 Sustinui te, Domine, sustinuit anima mea in verbo eius; speravit                        |
| 6    | ו נַפְשִׁי לַאדֹנָי מִשֹּׁמְרִים לַבֹּקֶר שֹׁמְרִים לַבֹּקֶר׃                | 6 ἤλπισεν ἡ ψυχή μου ἐπὶ τὸν κύριον ἀπὸ φυλακῆς πρωίας μέχρι νυκτός ἀπὸ φυλακῆς πρωίας ἐλπισάτω ισραηλ ἐπὶ τὸν κύριον | 6 A custodia matutina usque ad noctem, speret Israël in Domino;                                                | 6 Meine Seele wartet auff den HERRN / Von einer Morgenwache bis zur andern.                 | 6 Meine Seele wartet auf den Herrn / mehr als die Wächter auf den Morgen. Mehr als die Wächter auf den Morgen / | 6 Meine Seele wartet auf meinen Herrn mehr als Wächter auf den Morgen, ja, mehr als Wächter auf den Morgen. | 6 anima mea in Domino magis quam custodes auroram. Magis quam custodes auroram            |
| 7    | ז יַחֵל יִשְׂרָאֵל אֶל יְהוָה כִּי עִם יְהוָה הַחֶסֶד וְהַרְבֵּה עִמּוֹ פְדוּת׃ | 7 ὅτι παρὰ τῷ κυρίῳ τὸ ἔλεος καὶ πολλὴ παρ' αὐτῷ λύτρωσις                                                             | 7 quia apud Dominum misericordia, et copiosa apud eum redemptio.                                               | 7 Jsrael hoffe auf den HERRN / Denn bey dem HERRN ist die Gnade / vnd viel Erlösung bey jm. | 7 soll Israel harren auf den Herrn. Denn beim Herrn ist die Huld, / bei ihm ist Erlösung in Fülle.              | 7 Israel, warte auf den HERRN, denn beim HERRN ist die Huld, bei ihm ist Erlösung in Fülle.                 | 7 speret Israel in Domino, quia apud Dominum misericordia, et copiosa apud eum redemptio. |
| 8    | ח וְהוּא יִפְדֶּה אֶת יִשְׂרָאֵל מִכֹּל עֲוֹנֹתָיו׃                    | 8 καὶ αὐτὸς λυτρώσεται τὸν ισραηλ ἐκ πασῶν τῶν ἀνομιῶν αὐτοῦ                                                          | 8 Et ipse redimet Israël ex omnibus iniquitatibus eius.                                                        | 8 Vnd er wird Jsrael erlösen / aus allen seinen Sünden.                                     | 8 Ja, er wird Israel erlösen / von all seinen Sünden.                                                           | 8 Ja, er wird Israel erlösen aus all seinen Sünden.                                                         | 8 Et ipse redimet Israel ex omnibus iniquitatibus eius.                                   |

Weitere Übersetzungen – auch in andere Sprachen – sowie der hebräische Text finden sich bei Bibleserver (siehe unter Ps 130,1–8 ).

## Liturgische Verwendung

### Stundengebete
Im katholischen Stundengebet ist Psalm 130
- Teil der Komplet (Nachtgebet) am Mittwoch (zusammen mit Ps 31,2–6)
- Teil der Vesper zum Gedächtnis der Verstorbenen (siehe Totenoffizium)
- der 2. Psalm der 2. Vesper von Weihnachten, die während der Weihnachtsoktav mit Ausnahme des Festes der Heiligen Familie täglich gebetet wird

### Psalmlieder
Die kirchlichen Gesangbücher enthalten einige Psalmlieder über den Text des Psalms 130:
- Aus der Tiefe meiner Sinnen ruf ich, großer Herr (Text von J. Franke)
- Aus der Tiefen, Herr, zu dir ruf ich kläglich für und für
- Aus der Tiefen rufe ich, Herr, zu dir, erhöre mich (Text von G. Christian Schwämmlein)
- Aus tiefer Not schrei ich zu dir (Text von Martin Luther)
- Aus der Tiefe rufe ich zu dir: Herr, höre meine Klagen (Text von Uwe Seidel, 1981)

## Rezeption

### Musik
Das Thema regte schon Renaissance-Komponisten wie Josquin Desprez und Orlando di Lasso zu polyphonen Werken an.
Der Psalmtext bildet die Grundlage der Kantate Aus der Tiefen rufe ich, Herr, zu dir (BWV 131) von Johann Sebastian Bach. Bach schuf überdies die Choralpartita für Orgel: Aus der Tiefe rufe ich (BWV 745).
Marc-Antoine Charpentier komponierte 7 De Profundis, H.156 (1670), H.189 (1683), H.211 (1690), H.212 (1690), H.213 (1689-90), H.222 (1690-91), H.232 (?). Michel-Richard Delalande und Henry Desmarest komponierten 1 De Profundis (?).
Christoph Willibald von Glucks Vertonung des Psalms wurde 1787 bei seiner eigenen Beerdigung aufgeführt. Stilistisch gehört in diese Epoche auch die Vertonung von Nikolaus Betscher.
Felix Mendelssohn Bartholdy bearbeitete im Jahr 1830 Psalm 130  nach der Version von  Martin Luthers Lied Aus tiefer Not schrei ich zu dir für Gesangsstimme und Chor (op. 23 Nr. 1).
1834 schuf Franz Liszt das unvollendete Werk De Profundis für Klavier und Orchester (Searle 691), uraufgeführt 1992. Heinrich Kaminski ist zu nennen mit seiner Motette Der 130. Psalm für gemischten Chor a cappella (1912).
Die französische Komponistin Lili Boulanger schuf 1910 das Werk Psaume 130: Du fond de l’abîme für Alt und Tenor solo, Chor, Orgel und Orchester (Überarbeitung 1917). Marcel Dupré verarbeitete in De Profundis (1917) die Schrecken des Ersten Weltkrieges.
Im Jahr 1932 komponierte die Amerikanerin Amy Beach unter Bezugnahme auf den Psalm ein Klavierstück Out of the depths, das die Opuszahl 130 trägt.
Arthur Honegger vertonte am Ende des Zweiten Weltkrieges das De profundis als ein „Gebet ohne Hoffnung“ in seiner Symphonie liturgique (1945/46).
Volker Bräutigam schuf 1970 ein Werk mit dem Titel Aus der Tiefe rufe ich, Herr, zu dir, das er 1995 überarbeitete. Hanno Haag komponierte einen 130. Psalm für tiefe Stimme und Streichorchester (1972). Sofia Gubaidulina komponierte 1978 ein De Profundis für Bajan solo ohne Text.
Arvo Pärt bearbeitete das Thema 1980 kurz nach seiner Emigration aus der Sowjetunion. Eine Vertonung gibt es auch vom Schweizer Komponisten Paul Huber aus dem Jahre 1984. John Rutter fügte den Psalm in englischer Sprache als 2. Satz in sein Requiem (1985) ein. 
De Profundis ist der Titel der 4. Symphonie von Heinz Winbeck, die 1993 uraufgeführt wurde. Krzysztof Penderecki schrieb ein De profundis zunächst für drei gemischte Chöre a cappella (Teil seiner Sinfonie Seven Gates of Jerusalem, 1996), dann eine Fassung für Streichorchester (1998). Die litauische Komponistin Raminta Šerkšnytė komponierte ein De profundis für Streichorchester (1998). Carlo Pedini komponierte 1999 ein De Profundis für Chor und vier Posaunen.
Einen Konzertabend zum Thema  bot das Münchner Rundfunkorchester am 25. Juni 2004 unter Leitung von Marcello Viotti in der Münchner Herz-Jesu-Kirche unter dem Titel de profundis.
Idan Raichel veröffentlichte im Jahre 2005 das Album ממעמקים (Mi'ma'amakim), dessen gleichnamiges Titellied wie der Psalm beginnt: Aus der Tiefen rufe ich, Herr, zu dir (Mi'ma'amakim).

### Gedicht
Georg Trakl verlieh in seinem Gedicht De profundis, das in der Sammlung Gedichte (1913) erschien, düsterer Melancholie Ausdruck.